# Novigrad Podravski
Novigrad Podravski es un municipio de Croacia en el condado de Koprivnica-Križevci.

## Geografía
Se encuentra a una altitud de 137 m s. n. m. a 111 km de la capital nacional, Zagreb.

## Demografía
En el censo 2011, el total de población del municipio fue de 2872 habitantes, distribuidos en las siguientes localidades:
- Borovljani - 237
- Delovi - 250
- Javorovac - 75
- Novigrad Podravski - 1 914
- Plavšinac - 140
- Srdinac - 18
- Vlaislav - 238

| Gráfica de población de Novigrad Podravski 1857-2011                |
|                                                                     |
| Según los censos de población de la oficina estadística de Croacia. |